# Sun Simiao

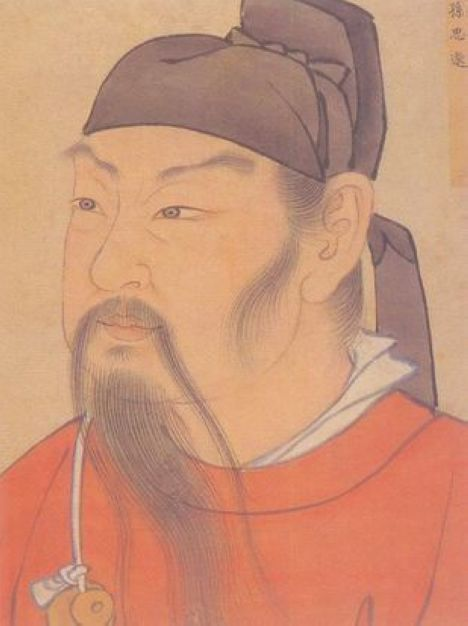
Sun Simiao

Sun Simiao (chinesisch 孫思邈, Pinyin Sūn Sīmiǎo, W.-G. Sun Ssu-miao; geb. 581; gest. 682) wurde in der Grafschaft Yao (heute Stadtgebiet von Tongchuan), der chinesischen Provinz Shanxi geboren. Er war schon zu Lebzeiten ein berühmter Arzt und Religionswissenschaftler (Epoche der Tang-Dynastie), dessen Werke bis heute überliefert sind und nachgedruckt werden.

## Leben
Es ist beschrieben, dass er sich bereits im Alter von sieben Jahren täglich Texte mit tausenden von Wörtern merken konnte; später studierte er den Buddhismus, Konfuzianismus und teilweise auch den Daoismus. Seine Studien von Medizin und Religion soll er, so die Überlieferung, trotz mehrfacher Angebote einer hohen Stellung am Kaiserhof nicht unterbrochen haben. Seine Kompetenz und seine ärztliche Tätigkeit beim einfachen Volk brachten ihm den Beinamen „König der Medizin“ (药王, Yàowáng) ein. Seine Offenheit im Umgang mit anderen Kulturen unterschied ihn von den chinesischen Ärzten jener Zeit; so sind Studienaufenthalte in Korea, Japan und Indien überliefert. Seine 13 Akupunkturpunkte zur Behandlung von psychischen Erkrankungen finden auch heutzutage noch Verwendung.

## Werke
- Qiān Jīn Yāo Fāng chinesisch 千金要方 („Verschreibungen, die tausend Goldstücke wert sind“) – 652 n. Chr. In diesem Werk mit 30 Kapiteln hat er sich wohl auch mit der Sexualität seiner Zeit auseinandergesetzt[4]
  - und Qiān Jīn Yì Fāng chinesisch 千金翼方 („Weitere Rezepte von tausendfachem Goldwert“), ein ebenfalls 30 Kapitel umfassender Nachtrag zu den vorangegangenen „wesentlichen Rezepten“.
- Auch Yín Hǎi Jīng Wēi chinesisch 银海精微 (deutsch „Wesentliche Feinheiten auf dem silbernen Meer“) – wird ihm zugeschrieben.[5] Ein umfangreiches Werk über die Augenheilkunde dieser Zeit in China, einschließlich eines medizingeschichtlichen Teils, der bis in das 2. vorchristliche Jahrtausend zurückreicht. Das Buch ist mittlerweile vollständig ins Englische übersetzt.[6]
- She Yang Zhen Zhong Fang 攝養枕中方 (deutsch Erhaltende und aufbauende Methoden des Beischlafes)
- Tai Qing Dan Jing Yao Jue 太清丹经要诀 (deutsch „Wichtiges Wissen über den Klassiker der großen Wahrheit“)
- Kommentare zu den Texten Laozi und Zhuangzi

Noch in späteren Jahren veröffentlichten andere Autoren unter seinem Namen, in der Hoffnung, dass ihre Werke damit größeren Anklang finden würden.

## Medizinische Innovationen

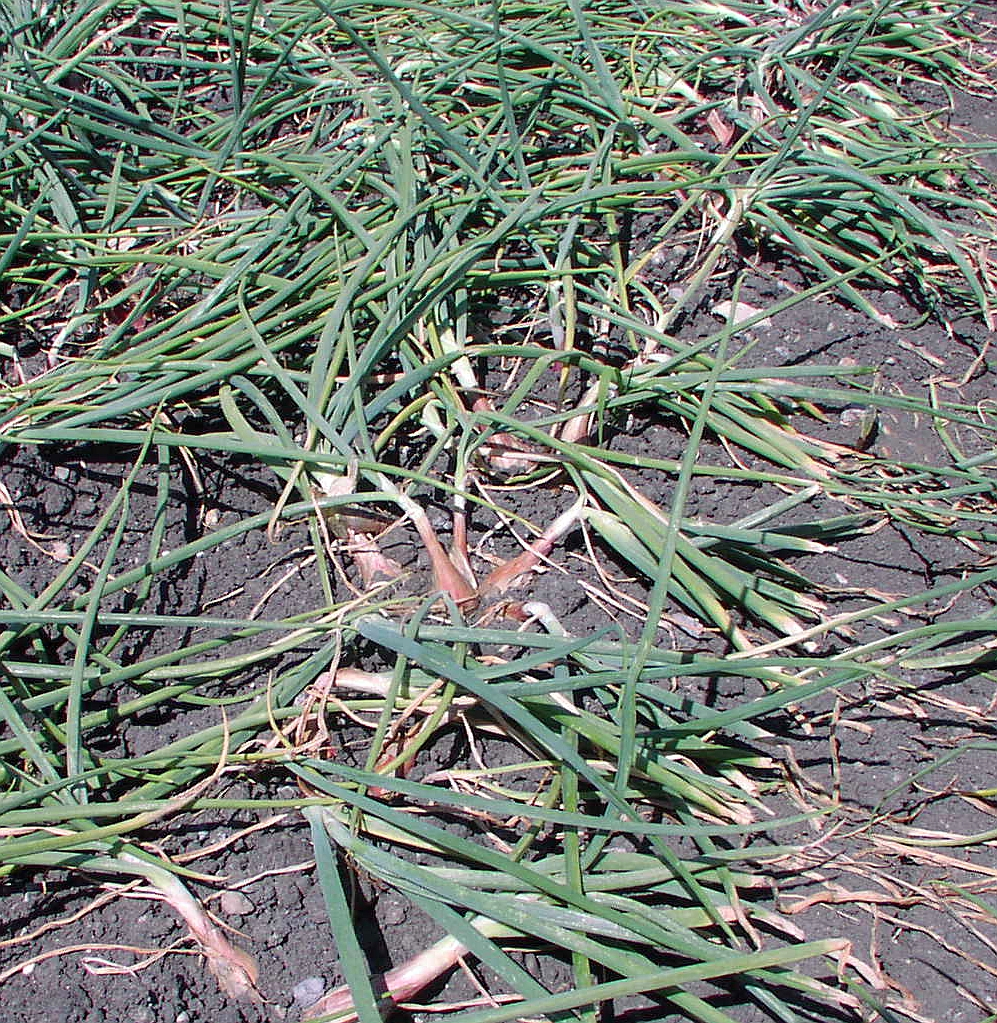
Sun Si Miao katheterisierte mit dem Stängel einer Schalotte (Allium ascalonium)

- Strumatherapie mit Arznei aus tierischen Schilddrüsen,
- Nachtblindheit behandelte er mit Arznei aus tierischer Leber,
- Er katheterisierte mit dem Stängel einer Schalotte,
- Er zeichnete das erste Rezept für Schießpulver (mit Schwefel) auf, das er aber medizinisch verwendete („hidden fire therapy“),
- Er entwickelte maßgeblich das Konzept der „shi-Punkte“ in der Akupunktur, beschrieb erstmals vier neue Akupunkturpunkte sowie den Meridanumlauf
- Er führte in China die Therapie des zu diesem Zeitpunkt bereits beschriebenen Beriberi-Syndroms ein.[7][2]